# 普斯科夫围城战 (1615年)
普斯科夫围城战發生於1615年8月9日至10月27日，是英格里亞戰爭中的最後一戰，當時古斯塔夫二世·阿道夫率领的瑞典军队围攻普斯科夫，但未能攻占这座城市。